# Raimondo D'Inzeo
Raimondo D'Inzeo (Poggio Mirteto, 8 de febrero de 1925-Roma, 15 de noviembre de 2013) fue un oficial de caballería y jinete italiano que compitió en la modalidad de salto ecuestre. Fue hermano del también jinete Piero D'Inzeo.
Participó en ocho Juegos Olímpicos de Verano entre los años 1948 y 1976, obteniendo un total de seis medallas: dos plata en Melbourne 1956, oro y bronce en Roma 1960, bronce en Tokio 1964 y bronce en Múnich 1972. Ganó cuatro medallas en el Campeonato Mundial de Saltos Ecuestres entre los años 1955 y 1966.

## Palmarés internacional
| Juegos Olímpicos   | Juegos Olímpicos         | Juegos Olímpicos  | Juegos Olímpicos |
| Año                | Lugar                    | Medalla           | Categoría        |
| ------------------ | ------------------------ | ----------------- | ---------------- |
| 1956               | Melbourne (Australia)    | Medalla de plata  | Individual       |
| 1956               | Melbourne (Australia)    | Medalla de plata  | Por equipos      |
| 1960               | Roma (Italia)            | Medalla de oro    | Individual       |
| 1960               | Roma (Italia)            | Medalla de bronce | Por equipos      |
| 1964               | Tokio (Japón)            | Medalla de bronce | Por equipos      |
| 1972               | Múnich (RFA)             | Medalla de bronce | Por equipos      |
| Campeonato Mundial |                          |                   |                  |
| Año                | Lugar                    | Medalla           | Categoría        |
| 1955               | Aquisgrán (RFA)          | Medalla de plata  | Individual       |
| 1956               | Aquisgrán (RFA)          | Medalla de oro    | Individual       |
| 1960               | Venecia (Italia)         | Medalla de oro    | Individual       |
| 1966               | Buenos Aires (Argentina) | Medalla de bronce | Individual       |